# Joachim Ulrich von Wopersnow
Joachim Ulrich von Wopersnow (* Oktober 1715; † 6. Mai 1782 in Rödemis) war ein dänischer Generalmajor.

## Leben

### Herkunft und Familie
Er entstammte dem pommerschen Adelsgeschlecht von Wopersnow und war ein Sohn von Jürgen Ulrich von Wopersnow († nach 1717) und Leoni Barbara von Bühren († nach 1726). Der preußische Generalmajor Gabriel von Rosenschanz (1737–1807) war sein Neffe, der Bürgermeister von Grevesmühlen, Johann Reinhold Schnitzebäumen († nach 1751) war sein Schwager. Mit seiner Haushälterin, Anna Björnsdatter, hatte er eine jung verstorbene natürliche Tochter Ulrica.

### Werdegang
Wopersnow erwarb 1733 den väterlichen Erbhof Dämelow, welchen er 1739 an Joachim Albrecht von Sperling weiterverkaufte, wogegen die von Pressentin klagten. Ab dem Jahr 1747 trat er in den sich bereits über Generationen hinziehenden Gütererbstreitprozess am Reichskammergericht ein, den seine Familie mit den von Sperling bestritt und letztere schließlich gewannen.
Im Jahr 1734 trat er als Kornett in dänische Militärdienste. Er avancierte 1740 zum Rittmeister, war 1747 bereits Oberstleutnant in Husum, stieg 1759 zum Oberst auf und wurde schließlich Generalmajor der Kavallerie. Wopersnow hat 1776 das dänisches Indigenat erhalten und wurde 1782 in den Ruhestand versetzt.
Seinen Lebensabend verbrachte er in Mildstedt in Holstein. Am 13. Mai 1782 wurde er in der dortigen St.-Lamberti-Kirche begraben. Das Grab ist nicht mehr erhalten. Mit seinem Ableben erlosch der Mannesstamm seiner Familie.